# Vyhnání z Frye
Vyhnání z Frye (v anglickém originále Parasites Lost) je druhá epizoda třetí sezóny Futuramy. Poprvé byla vysílána Severní Americe 21. ledna 2001 stanicí Fox. Tato epizoda je parodie na film Fantastická cesta (1966). V epizodě lze nalézt i motivy povídky Růže pro Algernon.

## Děj
Když posádka Planet Express zastaví u benzínové pumpy ve vesmíru. Mezitím co Leela tankuje temnou hmotu do lodi si Fry na toaletě koupí "čerstvý" sendvič s vaječným salátem z automatu. Po návratu na Zemi má Fry a Bender za úkol opravit plazmový kotel, který i po opravě exploduje. Bender není poškozený, ale Frye probodlo potrubí. Navzdory závažnosti poranění se Fry zotaví v několika sekundách sám. Kolonoskopie odhalí posádce, že Fry je zamořený mikroskopickými červy z vaječného salátu.
Ostatní z posádky mají o Frye strach a tak zmenší kosmickou loď spolu s jejich těly pomoci virtuální reality, což je zřejmě levnější varianta než ve skutečnosti zmenšit samotnou posádku a vydají se do jeho těla. Vzhledem k tomu, že červi ví všechno co Fry, musí Leela zabavit Frye, aby se o téhle misi nedozvěděl. Profesor Farnsworth, Bender, Hermes, Amy a Dr. Zoidberg se dostanou do Fryova těla přes ucho. V průběhu cesty posádka zjišťuje, že červi výrazně zlepšili jeho inteligenci, zdraví a svaly.
Posádka se snaží probojovat do střev s úmyslem podráždit pánevní splanchnicky ganglion a tím způsobit masivní pohyb střev, který by měl vyhnat veškerou červi společnost (nebo jak profesor říká: "dojde k tak pořádným stahům střev, že až bude po všem bude rád když mu zůstanou v těle alespoň nějaké kosti"). Mezitím je Leela okouzlena nyní inteligentním a svalnatým Fryem. Fry pak Leele odhalí, že ji miluje už dlouho, ale teprve nedávno byl schopen správně zformulovat své myšlenky. Leela si uvědomí, že červi jsou odpovědné za nového a lepšího Frye a rozhodne se zastavit profesora. Její zmenšená kopie se dostane do Fryova těla a rozseká na kousky zmenšenou posádku. Profesor Leele řekne, že pokud se těch červů Fry nezbaví s rostou se střevy natolik pevně, že už je nedostanou ven ani projímací křížaly, ale Leela má argument, že pro Frye je to tak lepší.
Když mu Leela řekne, že miluje to, co se z něj stalo, tak pochopí, že je to těmi červy a tak se sám vydá je zničit. Červi, ale nechtějí ustoupit a tak začne ničit to, co vytvořili a dokonce Fry vyhrožuje, že si poškodí prodlouženou míchu .A tak nakonec červi povolí a odejdou. Fry je pak zase takový jako dřív.

## Budoucí přístroje
V této epizodě se vyskytují následující přístroje z budoucnosti:
- Holophoner: Hudební nástroj, podobný klarinetu, který vytváří abstraktní holografický příběh, když se na něj hraje. Na tento hudební nástroj je velmi obtížné hrát. Holophoner se později objeví v epizodě Smlouva s roboďáblem nebo Rozvod po mutantsku.